# Nashenas
Nashenas (Kandahar, 28 december 1935), geboren als Sadiq Fitrat Habibi (Perzisch/Pasjtoe: صادق فطرت), is een van de populairste zangers van Afghanistan. Zijn traditionele Afghaanse liederen zijn geschreven in het Urdu, Pasjtoe en het Perzisch.

## Leven
Nashenas komt uit het Pathaanse deel van de Afghaanse bevolking. Na bekend te zijn geworden, wilde het communistische regime hem voor propagandadoeleinden inzetten. Hij weigerde echter en is nooit lid geworden van de partij.
Nog tijdens de burgeroorlog vluchtte hij naar het buurland Pakistan. Hij probeerde politiek asiel aan te vragen bij Verenigde Staten, hetgeen echter geweigerd werd. Sinds de jaren 90 leeft hij in het Verenigd Koninkrijk.
In 2004 maakte Nashenas zijn laatste tournee, door diverse staten van Amerika. In 2016 verspreidde zich het gerucht dat Nashenas zou zijn gestorven, hetgeen incorrect bleek te zijn.
- Library of Congress Control Number: n2008004908
- MusicBrainz: 38f9865b-f62c-45ab-ba96-1c53f66b075d
- Virtual International Authority File: 78245585
- WorldCat: E39PBJgd798MWPyGPCkbHrxbh3